# Encuesta sobre dialectos anglogaleses
La encuesta de dialectos anglogaleses comenzó a realizarse en 1968 bajo la dirección de David Parry, de la Universidad de Swansea. El objetivo era recuperar las formas conservadoras de galés-inglés habladas en el rural de Gales. La metodología se basaba en la utilizada en la encuesta de dialectos ingleses realizada entre 1950 y 1961. La encuesta analizó la pronunciación, el vocabulario, la morfología y la sintaxis basándose en entrevistas con informadores mayores de 60 años en noventa lugares de gales.
Los resultados de la encuesta para el Sureste y el Suroeste de Gales fueron publicados en dos volúmenes, en 1977 y 1979 respectivamente.A estos hay que añadir un tercer volumen sobre el norte de Gales, publicado en 1991.
Una segunda fase de la encuesta, esta vez en entornos urbanos, fue comenzada por Robert Penhallurick, también de la Universidad de Swansea, en 1986, y se desarrolló en cuatro pueblos en distintas zonas de Gales; Caernarfon, Carmarthen, Wrexham y el barrio de Grangetown en Cardiff.
Una encuesta parecida sobre dialectos en los Valles del Sur de Gales fue realizada después por la Biblioteca de Mineros del Sur de Gales.